# Hedonist (álbum)
Hedonist es el tercer álbum de estudio del disc jockey y productor francés Martin Solveig. 
Incluye la participación de vocalistas como Lee Fields, Jay Sebag y Stephy Haik. El lanzamiento tuvo lugar el 25 de octubre de 2005 de a través de Universal Music Group.

## Lista de canciones
1. "Everybody"
2. "Something Better"
3. "If You Tell Me More"
4. "Black Voices"
5. "Rejection"
6. "Blind Rendez-Vous"
7. "Dry"
8. "Something About You"
9. "Jealousy"
10. "Requiem Pour Un Con"
11. "Don'T Waste Another Day"

## Créditos
| - Jean-Claude Auclin - violonchelo - Arno Bani - fotografía - Richard Blanchet - trompeta - Martin Blondeau - violín - Floriane Bonanni - violín - Jérôme Degey - guitarra, orquestación de cuerdas - Deluxedesigngraphique - gráfica - Alexandre Destrez - Fender Rhodes - Kandé Diabaté - coros - Lee Fields - voz - Christian Fourquet - trombón - Pascal Garnon - ingeniero de sonido, mezcla | - Jean-Baptiste Gaudray - guitarra - Sophie Groseil - viola - Stephy Haïk - voz, coros - Mamani Keïta - coros - Laurent Meyer - saxofón - Claude Monnet - coordinación artística - Guy N'Sangué - bajo - Michael Robinson - voz, coros - Jay Sebag - voz, coros, Fender Rhodes - Martin Solveig - voz, coros, instrumentos, programación - Issakha Sow - percusión - Paul Thierry - coordinación artística |

## Posición
| País (2005) | Organismo certificador          | Puesto |
| ----------- | ------------------------------- | ------ |
| Bélgica     | Belgian Albums Chart (Wallonia) | 99     |
| Francia     | French Albums Chart             | 43     |